# Кастело Мартинели (Модена)
Кастело Мартинели је насеље у Италији у округу Модена, региону Емилија-Ромања.
Према процени из 2011. у насељу је живело 17 становника. Насеље се налази на надморској висини од 22 м.